# Chiesa di Sant'Eligio dei Sellai
Sant'Eligio dei Sellai, o dei Sellari, era una chiesa di Roma, posta nel rione Trastevere, demolita nel 1902. Si affacciava nell'antica piazza delle Gensole, presso l'estremità trasteverina di Ponte Cestio, a nord di via della Lungaretta. La piazza non esiste più e il luogo oggi è parzialmente al di sotto del livello stradale di via della Gensola. Il toponimo viene dal nome dialettale del giuggiolo.
Era dedicata a sant'Eligio di Noyon.

## Storia
La chiesa fu costruita nel 1740 per la confraternita dei costruttori di selle,  i sellari. L'origine della confraternita risale al 1404, quando una confraternita di orafi, fabbri e sellai fu fondata nella parrocchia di San Salvatore alle Coppelle. Alcuni anni dopo la confraternita si divise; gli orefici si spostarono a Sant'Eligio degli Orefici e i fabbri a Sant'Eligio dei Ferrari. I sellai rimasero inizialmente a San Salvatore alle Coppelle, utilizzando un piccolo oratorio lì vicino.
Alla metà del XVIII secolo l'università dei Sellari costruì la nuova chiesa. L'architetto responsabile della nuova chiesa fu Carlo de Dominicis, che aveva già lavorato alle facciate dei Santi Bartolomeo e Alessandro dei Bergamaschi, di San Salvatore alle Coppelle e dei Santi Celso e Giuliano. Secondo alcuni critici questo fu il suo lavoro più importante a Roma.
La confraternita fu soppressa nel 1801 e la chiesa fu consegnata, su istanza del sacerdote Gioacchino Michelini, alla "Congregazione degli esercizi spirituali di Ponte Rotto", che utilizzò i locali per un secolo. La congregazione restaurò l'edificio e vi aggiunse due altari laterali. In questo periodo la chiesa divenne un punto di riferimento per le famiglie bisognose che contavano sulla Congregazione per avere sostegno.
L'edificio sopravvisse alla costruzione del Lungotevere degli Anguillara. Già alla fine del XIX secolo l'edificio era in cattive condizioni, e nel 1902, in seguito al crollo di parte della struttura, fu demolita.

## Galleria d'immagini

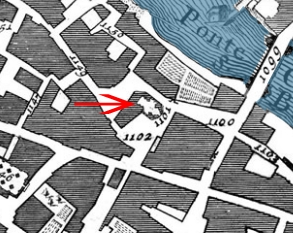
Indicazione della chiesa nella Mappa del Nolli (1748), nº 1101.
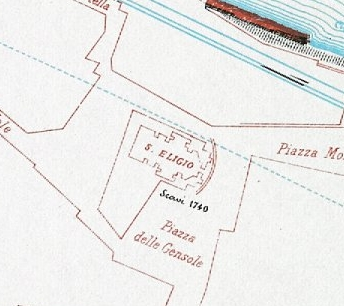
Pianta della chiesa e della piazza delle Gensole (entrambe scomparse) di Rodolfo Lanciani.